# Fourmi ensanglantée
Camponotus cruentatus
Espèce
La fourmi ensanglantée (Camponotus cruentatus) est une espèce de fourmis.

## Anatomie
Fourmi de grande taille (6 à 15 mm de long), son corps est noir mat sur sa majeure partie sauf la présence d'une tache rouille sur l'abdomen. Les individus présentent une polymorphisme important.
Les femelles sexuées ont une taille pouvant atteindre les 20 mm. Elles sont de couleur noir mat sauf l'abdomen dont la couleur présente une teinte noire rougeâtre. Les mâles ont une taille d'environ 8 mm et sont entièrement noirs.

## Biologie
Les chenilles de plusieurs papillons,dont  l'Azuré porte-queue et l'Azuré de la badasse, sont soignées  par plusieurs espèces de fourmis, dont Camponotus cruentatus

## Habitat
L'espèce vit dans les régions méditerranéennes. Le nid se situe préférentiellement sous les pierres dans les endroits bien ensoleillés. L'espèce est monogyne et compte généralement de 500 à 3000 individus. À l'extérieur, il se caractérise par plusieurs tas de terres déposés là lors du creusement du nid. Il abrite de nombreuses espèces de commensaux.